# São Paio de Gramaços
São Paio de Gramaços is een plaats (freguesia) in de Portugese gemeente Oliveira do Hospital en telt 987 inwoners (2001).